# Gordon Lockhart Bennett
Gordon Lockhart Bennett, OC (* 10. Oktober 1912 in Charlottetown, Prince Edward Island; † 11. Februar 2000) war ein kanadischer Politiker. Von 1974 bis 1980 war er Vizegouverneur der Provinz Prince Edward Island.
Bennett studierte Chemie am Prince of Wales College in Charlottetown und an der Acadia University in Wolfville. Nachdem er zunächst fünf Jahre lang an Grundschulen unterrichtet hatte, lehrte er ab 1939 am Prince of Wales College. Als Mitglied der Prince Edward Island Liberal Party kandidierte er 1966 mit Erfolg bei den Wahlen zur Legislativversammlung. 1970 und 1974 gelang ihm jeweils die Wiederwahl. Während dieser Zeit hatte Bennett in der Regierung von Alex Campbell mehrere Ministerposten inne: Von 1966 bis 1972 war er Bildungsminister, von 1970 bis 1974 Justizminister und von 1972 bis 1974 Provinzsekretär. 1966/67 präsidierte er außerdem den kanadischen Curling-Verband. Generalgouverneur Jules Léger vereidigte Bennett am 24. Oktober 1974 als Vizegouverneur von Prince Edward Island. Dieses repräsentative Amt übte er bis 14. Januar 1980 aus.